# Pointe de La Corbière

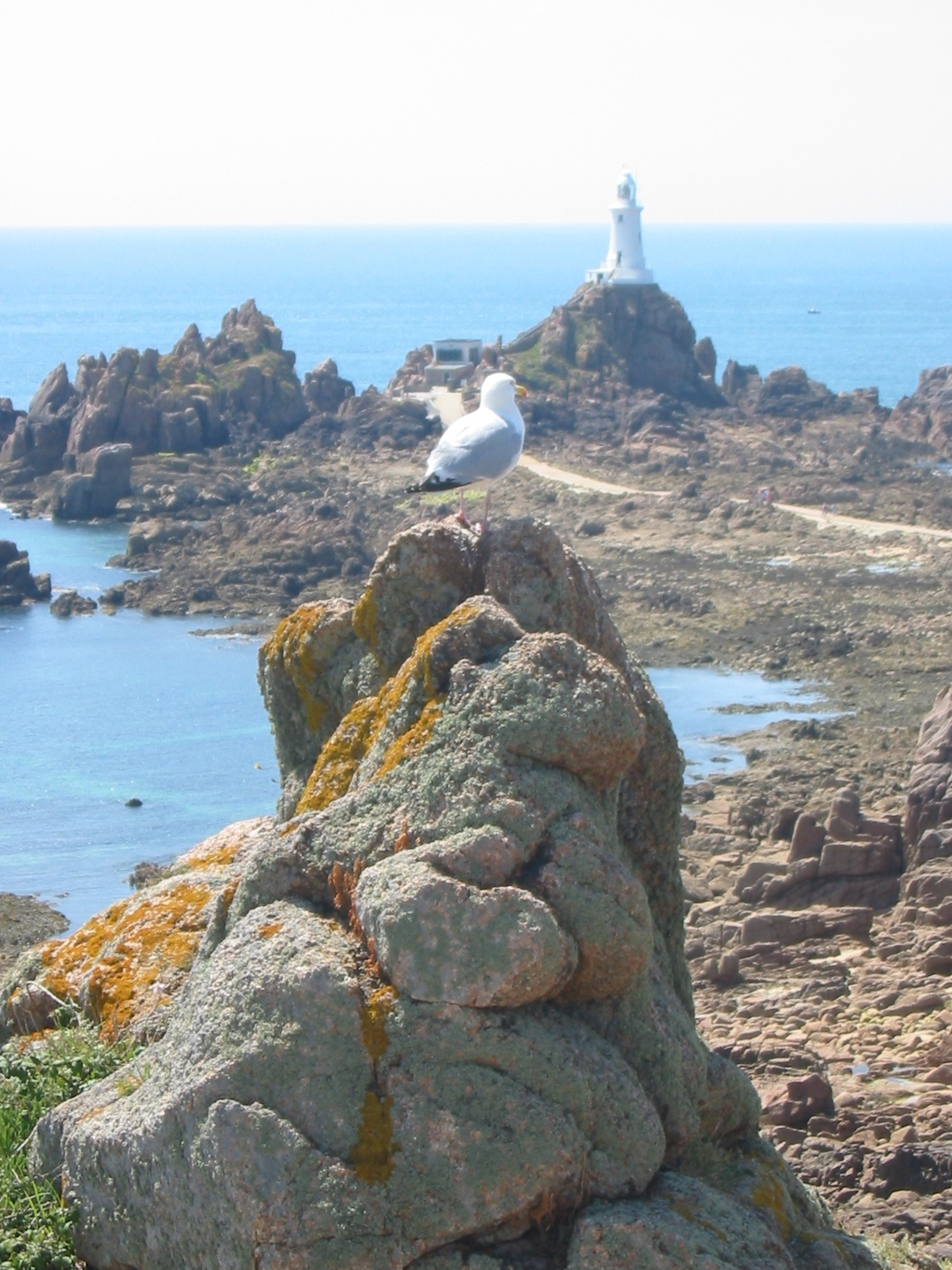
Le phare de La Corbière.

La pointe de La Corbière est une avancée terrestre située au Sud-Ouest de l'île de Jersey et formant un cap qui se prolonge par plusieurs îlots dont le plus haut est surmonté d'un phare.

## Toponymie
La pointe de La Corbière est connue des marins et navigateurs pour ses parages dangereux en raison des hauts-fonds et la présence de nombreux rochers dissimulés à marée haute. Les nombreuses épaves témoignent du danger de navigation près de cette côte. De nombreux naufrages eurent lieu autour de La Corbière.
Le 24 avril 1874, fut inauguré le phare qui signale la présence des nombreux îlots submersibles. Le phare est accessible à marée basse par un chemin piétonnier.
Le dernier naufrage eut lieu le 17 avril 1995, lorsqu'un catamaran avec 307 personnes à bord a sombré après avoir heurté un rocher submergé. Les secours venus rapidement de Jersey ont sauvé l'ensemble des passagers.
Le 5 août 1885, fut inaugurée la première ligne de chemin de fer reliant Saint-Hélier à La Corbière sur la paroisse de Saint-Brélade. Mais la ligne fut fermée en 1935 en raison de la concurrence des transports routiers et du service des autobus. Durant la Seconde Guerre mondiale, l'occupant allemand a réactivé la ligne, en construisant une ligne à voie métrique pour permettre la construction de fortifications militaires à La Corbière. Cette nouvelle ligne fut démantelée en 1945.

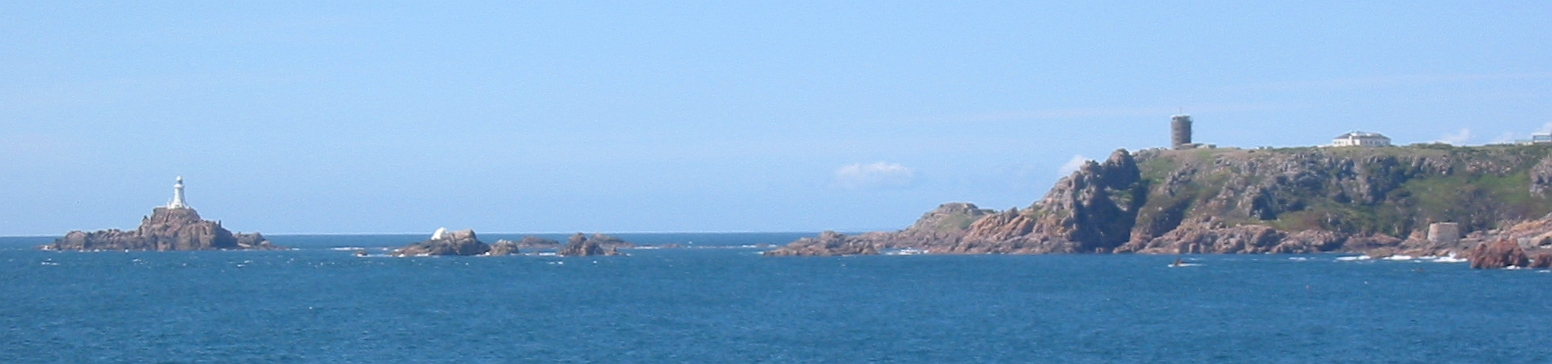
La pointe de La Corbière à marée haute.